# Центральное конструкторское бюро по судам на подводных крыльях
Центральное Конструкторское бюро по судам на подводных крыльях имени Р. Е. Алексеева — ведущее советское и российское предприятие в области проектирования экранопланов, судов на подводных крыльях (СПК), судов на воздушной каверне (СВК), судов на воздушной подушке (СВП), катеров. Основано 17 апреля 1951 года.
Из-за вторжения России на Украину предприятие находится под международными санкциями Евросоюза, США и других стран

## История предприятия
История Центрального конструкторского бюро по судам на подводных крыльях имени Р. Е. Алексеева неразрывно связана с лауреатом Сталинской и Ленинской премий, доктором технических наук Ростиславом Евгеньевичем Алексеевым. Ещё во время обучения на кораблестроительном факультете Горьковского индустриального (политехнического) института Алексеев заинтересовался идеей повышения скорости на воде и пишет свой дипломный проект по теме «Глиссер на подводных крыльях». Во время Великой Отечественной войны Алексеев получил направление на завод «Красное Сормово» для работы в ОТК по приёмке танков Т-34. В короткие минуты отдыха между проверками и испытаниями танков на полигоне Алексеев испытывает на реке свою модель судна на подводных крыльях (СПК). 10 октября 1941 года Алексеев направляет проект глиссера народному комиссару ВМФ Н. Г. Кузнецову. Ответ пришёл в конце ноября: «Предлагаемая вами схема глиссера на ПК является неприемлемой, так как выбранная конструкция в основе своей ничем не отличается от уже ранее испытанных и обречённых на неудачу». Алексеев перепроверяет все расчёты и готовит новую модель катера. Тем временем, в 1942 году, его направляют работать в конструкторский отдел. Главный конструктор завода В. В. Крылов и директор завода Е. Э. Рубинчик заинтересовались его проектом и разрешили ему работать над созданием катера на подводных крыльях по три часа в день, а чуть позже — и целый день. В начале 1943 года специально для этих исследований создаётся новое подразделение конструкторского бюро завода Красное Сормово под названием «Гидролаборатория» .
«Меня так вдохновила забота о моём проекте, это был такой могучий заряд уверенности в необходимости задуманного, что его хватило на десятилетия. Ведь подумать только, ещё в разгаре война, всё подчинено лозунгу «Всё для фронта!», каждая пара рук на счету, а люди думают о завтрашнем мирном дне»
 Р. Е. Алексеев.
В 1943 году в гидролаборатории начали разрабатывать и строить первый двухместный катер проекта А-4. В ноябре 1943 года были проведены его испытания. Увидев положительные результаты испытаний руководство завода выделило для научно-исследовательской гидролаборатории (НИГЛ) новое более просторное помещение. Алексеев был назначен её руководителем. В 1944 году разрабатывается проект КПК А-5 общей длиной 5 м. В 1945 году проходят его испытания, в результате которых удалось достичь скорости 85 км/ч и гидродинамического качества около 10. Чтобы показать возможности СПК и привлечь внимание к разработкам лаборатории Алексеев, в 1945 году, поплыл на катере КПК А-5 по Оке в Москву, в Наркомат судостроительной промышленности. После этого гидролаборатории было поручено разрабатывать подводные крылья для торпедного катера проекта 123 и провести испытания в Севастополе летом 1948 года. К 1947 году специалистами лаборатории был разработан оптимальный профиль подводного крыла – плосковыпуклый сегмент. Также в лаборатории был построен бассейн, который позволял проводить испытания круглогодично. Благодаря этому во второй половине 1947 года была разработана новая схема судна на малопогружённых подводных крыльях А-7, которая стала прообразом речных пассажирских СПК. По этой же схеме был сделан торпедный катер 123К. В ходе испытаний проводившихся летом 1948 года, было выявлено, что несмотря на то, что катер достигал скоростей в 110 км/ч, он имел незначительное гидродинамическое качество (около 7), что было обусловлено самой конструкцией корпуса катера. В дальнейшем в лаборатории проводились исследования в области улучшения формы корпуса судна, а также разрабатываются методики расчёта разных движителей..
Несмотря на занятость торпедными катерами, Алексеев в инициативном порядке разрабатывает в 1949 году проект первого речного пассажирского судна на малопогружённых крыльях. Оно должно было вмещать 60 пассажиров и развивать скорость 60 км/ч. Самоходная модель судна подтвердила данные проекта и в дальнейшем проводились мероприятия по улучшению его характеристик. В 1951 году Алексееву и его ближайшим помощникам была присуждена Сталинская премия за разработку проектов торпедных катеров.
Несмотря на очевидную необходимость выпуска скоростных пассажирских судов на подводных крыльях, у завода «Красное Сормово» не было средств на разработку и постройку корабля, а хождение по министерствам с целью выбивания средство на это дело наталкивалось на стену непонимания чиновников и не приносило никаких результатов. Наконец в середине 1950-х годов правительство страны дало установку на развитие скоростного речного транспорта. Во второй половине 1955 года министр речного флота Зосима Алексеевич Шашков посетил завод «Красное Сормово» и ознакомился с работами ЦКБ-19. Зосима Алексеевич пообещал оказать помощь и поддержку коллективу КБ .

## Разработанные проекты[4]

### Суда на подводных крыльях
- Комета-Beta — морское пассажирское СПК
- Комета и Комета 120М — морское пассажирское СПК
- Циклон-М и Циклон 250М — морское пассажирское газотурбинное СПК
- Колхида — морское пассажирское СПК
- Олимпия-М — морское пассажирское СПК
- Олимпия-2000 — морское пассажирское СПК
- Метеор и Метеор 120Р — речное пассажирское СПК
- Восход — речное пассажирское СПК
- Полесье и Валдай 45Р — речное пассажирское СПК
- Ласточка — речное пассажирское СПК
- Дельфин-1 — морской пассажирский катер на подводных крыльях
- Дельфин-5 — морской пассажирский катер на подводных крыльях
- Дельфин-6 — морской пассажирский катер на подводных крыльях
- Дельфин-7 — морской пассажирский катер на подводных крыльях
- Волга — пассажирский катер на подводных крыльях
- Спутник — речное пассажирское СПК
- Вихрь — морское пассажирское СПК
- Чайка — речное пассажирское СПК
- Беларусь — речное пассажирское СПК
- Ракета — речное пассажирское СПК
- Буревестник — речное пассажирское СПК
- Аллегро — морское пассажирское СПК
- Антарес — морское патрульное СПК

### Суда на воздушной каверне
- Линда — речное пассажирское судно на воздушной каверне
- Веста — речное пассажирское судно на воздушной каверне
- Оникс — пассажирское судно на воздушной каверне
- Андромеда — морской пассажирский катамаран на воздушной каверне
- Гемма — морской пассажирский катамаран на воздушной каверне
- Гермес — морское пассажирское судно на воздушной каверне
- Импульс-400 — морской пассажирский катамаран на воздушной каверне
- Персей — морской пассажирский катамаран на воздушной каверне
- Икар — морское патрульное судно на воздушной каверне
- Сокжой — морское патрульное судно на воздушной каверне
- Серна — морское десантное судно на воздушной каверне

### Экранопланы
- Чайка-2 — морской боевой экраноплан
- Орленок — морской грузовой экраноплан
- Орленок-П — морской пассажирский экраноплан
- Орленок-ГП — морской грузо-пассажирский экраноплан
- Лунь (проект 903) — морской боевой ракетный экраноплан
- Спасатель — морской спасательный экраноплан
- Спасатель-2 — морской спасательный экраноплан
- Лунь-П — морской пассажирский экраноплан
- MTER — морской грузовой экраноплан
- Спасатель-2-ГП — морской грузо-пассажирский экраноплан
- Волга-2 — пассажирская амфибия на динамической подушке
- Ракета-2 — речной пассажирский экраноплан
- Стриж — экраноплан
- Стриж-М — экраноплан
- Кулик — пассажирский экраноплан
- Бекас — пассажирский экраноплан
- Баклан — пассажирский экраноплан
- КМ — экспериментальный экраноплан
- СМ-1 — экспериментальный экраноплан
- СМ-2 — экспериментальный экраноплан
- СМ-3 — экспериментальный экраноплан
- УТ — учебно-тренировочный экраноплан
- СМ-2П7 — экспериментальный экраноплан
- СМ-4 — экспериментальный экраноплан
- СМ-5 — экспериментальный экраноплан
- СМ-6 — экспериментальный экраноплан
- СМ-8 — экспериментальный экраноплан
- А-080-752
- Спасатель
- А-300-538

## Переименования организации[5]
1951 — Гидродинамическая лаборатория и опытный танковый цех завода «Красное Сормово»;
1952 — Научно-исследовательская гидродинамическая лаборатория (НИГЛ);
1955 — Филиал ЦКБ-19 Минсудпрома СССР;
1957 — Центральное конструкторское бюро по судам на подводных крыльях завода «Красное Сормово» (ЦКБ по СПК завода «Красное Сормово»);
1965 — «Центральное конструкторское бюро по судам на подводных крыльях» («ЦКБ по СПК»);
1989 — Научно-производственное объединение «Центральное конструкторское бюро по судам на подводных крыльях»(НПО «ЦКБ по СПК»);
1991 — Научно-производственное объединение «Центральное конструкторское бюро по судам на подводных крыльях им. Р. Е. Алексеева» (НПО «ЦКБ по СПК им. Р. Е. Алексеева»);
1993 — Акционерное общество открытого типа «Центральное конструкторское бюро по судам на подводных крыльях им. Р. Е. Алексеева» (АООТ «ЦКБ по СПК им. Р. Е. Алексеева»);
1996 — Открытое акционерное общество «Центральное конструкторское бюро по судам на подводных крыльях им. Р. Е. Алексеева» (ОАО «ЦКБ по СПК им. Р. Е. Алексеева»);
2016 — Акционерное общество «Центральное конструкторское бюро по судам на подводных крыльях им. Р. Е. Алексеева» (АО «ЦКБ по СПК им. Р. Е. Алексеева»).

## Руководство[6]
- Генеральный директор — Сергей Анатольевич Итальянцев.